# سیارک ۲۰۷۸۴
سیارک ۲۰۷۸۴ (به انگلیسی: 20784 Trevorpowers، نامگذاری:2000RN56) بیست هزار و هفتصد و هشتاد و چهارمین سیارک کشف شده‌است که در ۶ سپتامبر ۲۰۰۰ کشف شد.
قدر مطلق سیارک برابر ۱۴.۱ است.